# Мілвокі Брюерс

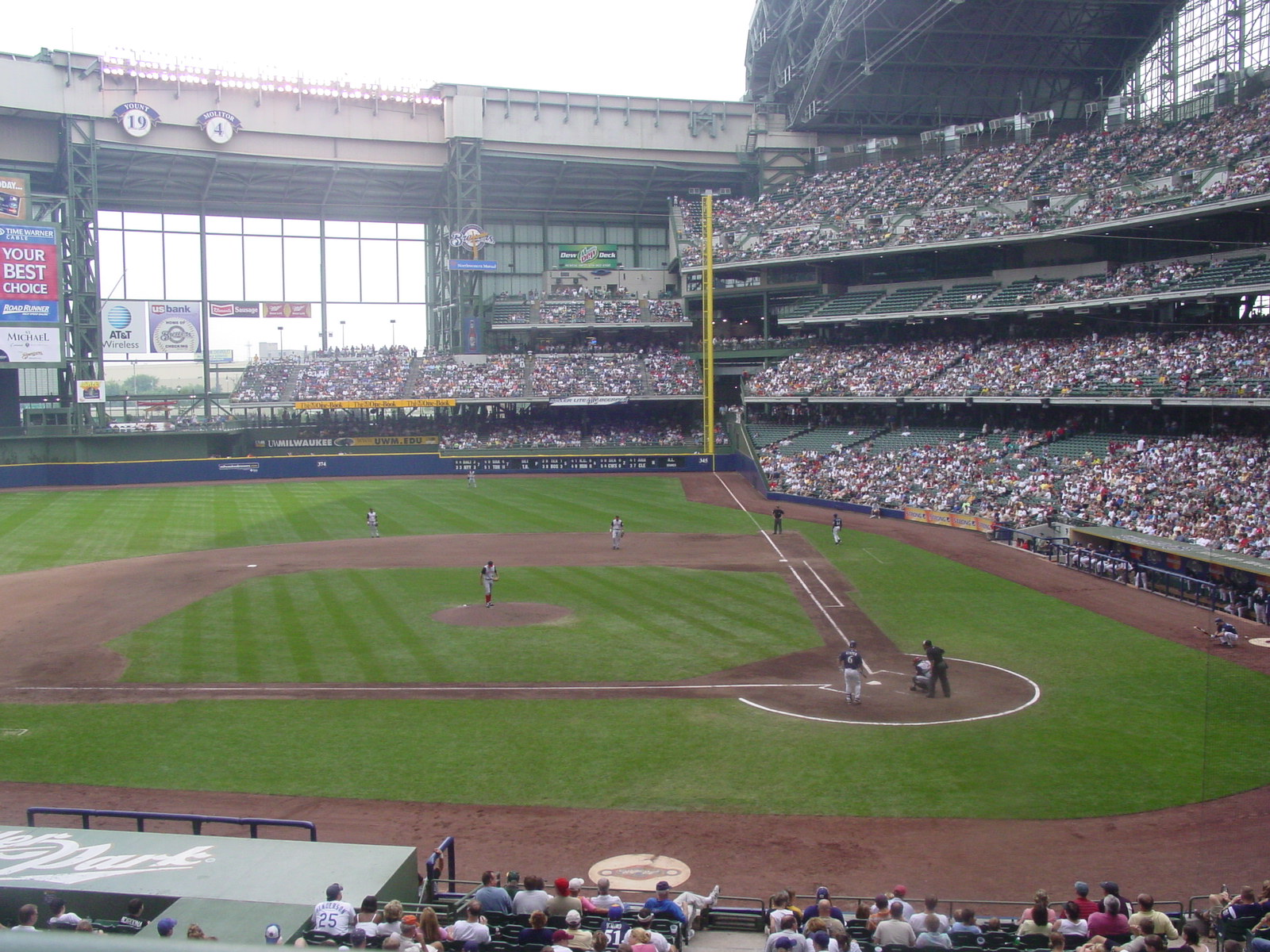
Милер Парк

«Мілвокі Брюерс» (англ. Milwaukee Brewers) професійна бейсбольна команда розташована в місті Мілвокі в штаті Вісконсин.  Команда є членом Центрального дивізіону, Національної бейсбольної ліги, Головної бейсбольної ліги.
Команда заснована у 1969 в місті Сієтл у штаті Вашингтон нід назвою «Пайлотс». У 1970 команда переїхала до Мілвокі, ставши членом Американської бейсбольної ліги під назвою «Бруерс».  У 1998 команда перейшла до Національної бейсбольної ліги.
Домашнім полем для «Мілвокі Брюерс» — Мілер Парк.
«Брюерс» досі не вигравали Світової серії (бейсбольного чемпіонату США).